# كلية الحرب العسكرية (اليابان)
كلية الحرب العسكرية باليابانية (陸軍大学校, ريكوغون دايغاكو؛ الاسم المختصر: ريكو داي陸大) كانت مؤسسة تعليمية تابعة للجيش الإمبراطوري الياباني، تأسست عام 1882 في ميناتو، طوكيو بهدف تحديث وعصرنة الجيش الإمبراطوري الياباني وفق الأساليب الغربية. كانت الكلية بمثابة مهد للنخبة العسكرية اليابانية، حيث تخرج منها العديد من رؤساء الوزراء وساهمت في تشكيل السياسة العسكرية اليابانية.

## التاريخ
بدعم من وزراء وضباط مؤثرين متعاطفين مع ألمانيا، تم تصميم الكلية على غرار الأكاديمية العسكرية البروسية. استعانت اليابان بعدد من الضباط الألمان كخبراء أجانب (Oyatoi Gaikokujin) للإشراف على التدريب، وكان من أبرزهم الميجور كليمينس دبليو. جي. ميكل، الذي لعب دورًا هامًا في إعادة تنظيم الجيش الياباني من نظام الحاميات العسكرية إلى نظام الفرق العسكرية.

## المناهج والمعايير
كانت الكلية تتبع مباشرة هيئة الأركان العامة للجيش الإمبراطوري الياباني، وركزت في البداية على التكتيكات العسكرية، مما جعلها أعلى مؤسسة تعليمية عسكرية في البلاد.
القبول كان مقصورًا على خريجي الأكاديمية العسكرية اليابانية الذين خدموا في الميدان لمدة لا تقل عن عامين ولا تزيد عن ستة أعوام كضباط برتبة ملازم، وعادة ما يكونون قد حصلوا على رتبة نقيب.
ضمت كل دفعة 30 إلى 35 طالبًا.
كانت أساليب التعليم تعتمد على الحفظ والتلقين، مع قلة التشجيع على التفكير الإبداعي أو النقاش.وكان أفضل ستة خريجين يحصلون على سيف الجيش كجائزة مقدمة من الإمبراطور، وكانوا يُعرفون باسم نادي سيف الجيش.

## الإلغاء بعد الحرب العالمية الثانية
تخرجت من الكلية 60 دفعة قبل أن يتم إلغاؤها بعد استسلام اليابان عام 1945.
ةتم هدم مبنى الكلية الأصلي، الذي بُني عام 1891، بعد الحرب. وفي 1955، تم بناء مدرسة إعدادية بلدية في موقعها السابق في طوكيو.